# First National Bank and Trust Building (Lima, Ohio)
El First National Bank and Trust Building es un edificio histórico en Public Square en el centro de Lima, en el estado de Ohio (Estados Unidos). El edificio rectangular, terminado en 1926, fue diseñado por Weary & Alford Company, un estudio de arquitectura de Chicago. Fue la ubicación de las oficinas del First National Bank and Trust Company desde 1926 hasta 1974, cuando la empresa se convirtió en parte de Huntington Bank.

## Historia
Fundado como "Lima Trust Company" en 1903, el First National Bank and Trust utilizó un edificio masónico en sus primeros años. A partir de 1906, operó en un edificio más pequeño (ahora destruido), que sirvió como oficinas hasta que se mudó a su estructura recién construida en 1926.
A principios del siglo XX, la influencia de los ferrocarriles y la industria petrolera hizo que Lima fuera una ciudad muy próspera. Se construyeron muchos edificios grandes, incluidos dos rascacielos, en el centro de la ciudad; la mayoría de estas nuevas estructuras emplearon el estilo arquitectónico Escuela de Chicago. Con el declive de la economía de la ciudad a finales de siglo, cesó la construcción de grandes edificios en el centro de Lima (prácticamente todas las nuevas construcciones se llevaron a cabo en las afueras o suburbios de la ciudad), lo que convirtió al First National Bank and Trust en uno de los edificios importantes más recientes
del centro de la ciudad.: 2 
En reconocimiento a su importancia histórica, el First National Bank and Trust se incluyó en el Registro Nacional de Lugares Históricos en 1982. Fue uno de los diecisiete edificios de Lima que se agregaron al Registro Nacional como parte del "Área de Recursos Múltiples de Lima", una Presentación de Propiedad Múltiple que se concentró en edificios arquitectónicamente significativos en o cerca del centro de Lima.: 3 
Además de su importancia como sitio histórico, el First National Bank and Trust Building juega un papel importante en la ornitología local: el edificio es un sitio de anidación para los halcones peregrinos y es parte del Proyecto de Restauración del Halcón Peregrino del Medio Oeste.

## Arquitectura
Los doce pisos de la estructura están revestidos con piedra caliza de Indiana. Cada columna de ventanas está rematada con una ventana de arco en el piso más alto, y las enjutas entre las ventanas de arco están conectadas entre sí.